# SHOUTCast
SHOUTCAST é um sistema multiplataforma de transmissão de áudio via Internet, criado pela Nullsoft. Utiliza os formatos MP3 ou AAC para codificação de áudio e o protocolo HTTP (ou multicast) para transmissão. Os softwares cliente e servidor estão disponíveis para Windows, FreeBSD, GNU/Linux, Mac OS X e Solaris.
Programas compatíveis com o SHOUTcast possibilitam ao usuário criar sua própria estação de rádio online, podendo utilizar programas populares como Winamp, XMMS e iTunes.